# Victor Bailey
Victor Bailey (født 27. marts 1960 i Philadelphia USA, død 11. november 2016) var en amerikansk elbassist.
Bailey var nok mest kendt som bassisten, der afløste Jaco Pastorius i fusionsgruppen Weather Report. Han var også en overgang med i gruppen Steps Ahead, samt i Weather Update, en efterfølger til Weather Report.
Han har spillet med Michael Brecker, Omar Hakim, Roy Haynes, Lenny White, Sting, Madonna, Mary J. Blige, Kenny Kirkland, Sonny Rollins, Miriam Makeba, Dennis Chambers, Mike Stern, David Gilmore, Bennie Maupin og Kenny Garrett.
Bailey udgav fire soloplader i eget navn. Han døde efter lang tids kamp igennem sit liv med sygdommen sklerose.[kilde mangler]

## Udvalgt diskografi
- Bottoms Up
- Low Blow
- That´s Right
- Slippin´ N Trippin´

### Som sideman
- Procession – Weather Report
- Domino Theory – Weather Report
- Sportin Life – Weather Report
- This is This – Weather Report
- Live in Tokyo – Steps Ahead
- Petite Blonde – Bill Evans

## Ekstern henvisning
- Victor Bailey på Allmusic